# Apodi
Luiz Diallisson de Souza Alves (ur. 13 grudnia 1986) – brazylijski piłkarz występujący na pozycji obrońcy.

## Kariera piłkarska
Od 2005 roku występował w Vitória, Cruzeiro EC, Santos FC, São Caetano, EC Bahia, Guarani FC, Tokyo Verdy, Ceará, Querétaro, Delfines, SC Bastia, Chapecoense, Kubań Krasnodar i Sport Recife.
| Rozgrywki     | Kraj     | Mecze | Bramki |
| ------------- | -------- | ----- | ------ |
| Série A       | Brazylia | 183   | 13     |
| Liga MX       | Meksyk   | 29    | 1      |
| Priemjer-Liga | Rosja    | 12    | 1      |

(aktualne na dzień 15 listopada 2019)